# الدين والأساطير
الأساطير هي المكون الأساسي للدين . فهي تعرف بأنها تتكون من مفاهيم مهمة جداً لمجتمع محدد، وتتعلق بما هو مقدس وخارق للعادة. الدين هو المصطلح الأوسع الذي يجمع الأساطير والطقوس الدينية لدين محدد كالأساطير الإغريقية والدين القديم للإغريق. فإذا تم الفصل بين الدين والأسطورة، فالأسطورة تضعف صلتها بالمجتمع وتقل أهميتها المقدسة وتصبح خرافة. وبين الخرافة والطقوس الدينية هناك علاقة معقدة.

## المقدمة
تعتمد العلاقة بين الدين والأسطورة على تعريف «الأسطورة» الذي يستخدمه المرء. حسب تعريف روبرت جريفز، فإن القصص التقليدية للدين تعرف بأنها عبارة عن قصص دينية تراثية تم فصلها عن مصدرها الديني فأصبحت خرافة. أما سيغال فعرفها بأنَّ جميع القصص الدينية هي أساطير- ببساطة؛ لأن جميع القصص الدينية هي أساطير. الفولكلوريون أجمعوا بأن جميع الأساطير هي قصص مقدسة دينية لكن ليست جميع القصص الدينية عبارة عن أساطير: القصص الدينية التي تعبر عن الخلق فهي أساطير والقصص التي تتحدث عن الأتقياء فهي ليست أسطورة. على سبيل المثال، في أوائل العصر الحديث، طور اللاهوتيون المسيحيون البارزون أساطير عن ساحرات، مفصلة، ساهمت في تكثيف صيد الساحرات.
تقتصر تعاريف الأسطورة على الأسلوب القصصي. بينما الطقوس الدينية ليست قصصية لذا فهي ليست بأساطير.

### اللاهوت والأساطير
يظهر مصطلح اللاهوت لأول مرة في كتابات الفلاسفة اليونانيين كأفلاطون وأرسطو. ففي البداية، كان اللاهوت والأساطير مترادفين. ومع مرور الوقت، اكتسب كلا المصطلحان صفات مميزة.
وفقًا لهيج، فإن كلا من اللاهوت البدائي والحديث مقيد بالأساطير:

### الدين
الدين هو اعتقاد يتعلق بالقوى الخارقة أو المقدسة أو الإلهية، والقواعد الأخلاقية، والممارسات، والقيم، والمؤسسات المرتبطة بهذا الاعتقاد، على الرغم من أن بعض العلماء، مثل دوركهايم، يجادلون بأن الخوارق والمقدسات ليسوا جوانب موجودة في جميع الأديان. فقد تتضمن المعتقدات والممارسات الدينية ما يلي: إله أو كائن أعلى، علم الغيب، ممارسات العبادة، ممارسات الأخلاق. وهناك بعض الأديان التي لا تتضمن كل هذه الميزات.

### علم الأساطير
تشير إلى مجموعة من الفلكلور/الأساطير الخاصة بـالثقافات التي يعتقد أنها صحيحة وخارقة، تستخدم لتفسير الأحداث الطبيعية وشرح الطبيعة والإنسانية. الميثولوجيا تشير، أيضا، إلى فرع من العلوم التي تتناول جمع ودراسة وتفسير الأساطير. ومع ذلك، فإن كلمة «أسطورة» نفسها لها تعريفات متعددة (وبعضها متناقض):
- 2007: وفقًا لقاموس ميريام وبستر، «الأسطورة:»1أ: عادة ما تكون قصة تقليدية لأحداث تاريخية ظاهرية تخدم جزءً من نظرة العالم لشعب أو تشرح ممارسة أو معتقدًا أو ظاهرة طبيعية. ب: المثل، رمزية. 2 أ: اعتقاد شائع أو تقاليد نشأت حول شيء ما أو شخص ما؛ خاصة: واحدة تجسد المثل العليا ومؤسسات المجتمع أو شريحة من المجتمع. 2 ب: فكرة لا أساس لها أو خاطئة. 3: شخص أو شيء له وجود خيالي أو لا يمكن التحقق منه. 4: كامل جسد الأساطير.[12]

فيما يتعلق بدراسة الثقافة والدين، هذه بعض التعاريف التي استخدمها العلماء:
- 1968: يعرف الكلاسيكي روبرت روبرت جريفز الأساطير بأنها «الأساطير أيَّاً كانت الدينية أو البطولية فهي غريبة جدًا لدرجة أنه لا يمكن تصديقها».[13]
- 1973: كلاسيكي آخر، جي إس كيرك، يرفض فكرة أن جميع الأساطير دينية أو مقدسة. في فئة «الأسطورة»، يتضمن العديد من الحسابات الأسطورية «العلمانية» لجميع الأغراض العملية.[14]
- 1997: عرف الفلكلوريون الأسطورة على أنها «سرد مقدس يشرح كيف أصبح العالم والبشرية في شكلهما الحالي».[15]
- 2004: في الدراسات الدينية، عادة ما يتم حجز كلمة «أسطورة» لقصص شخصياتها الرئيسية هي الآلهة أو أنصاف الآلهة.[16]
- 2004: يعرف الكلاسيكي ريتشارد بوكستون الأسطورة بأنها «قصة تقليدية قوية اجتماعيا».[17]
- 2004: يعرف روبرت أ. سيغال، أستاذ نظريات الدين في جامعة لانكستر، «الأسطورة» بشكل عام بأنها أي قصة «شخصياتها الرئيسية هي شخصيات إلهية أو بشرية أو حتى حيوانات. سيتم استبعاد القوى غير الشخصية مثل أفلاطون جيد».

## التشابه بين الأساطير الدينية المختلفة
بالنظر إلى التعريفات السابقة لكلمة «أسطورة»، فإن العديد من الاساطير في الأديان، القديمة والحديثة، تشترك في عناصر مشتركة. تشمل أوجه التشابه الواسعة بين الأساطير الدينية ما يلي:
- الفردوس الأعلى.[18]
- قصة إله خضع للموت والقيامة (إله موت الحياة - ولادة جديدة).[19][20]
- تنطوي الجغرافيا الأسطورية للعديد من الأديان على محور موندي، أو المركز الكوني.[21]
- أساطير الخلق.
- الإله الأعلى.
- رحلة البطل.

يمكن أن يكون التشابه بين الثقافات والفترات الزمنية مفيدًا، ولكن ليس من السهل عادةً الجمع بين المعتقدات والتواريخ من مجموعات مختلفة. إن تبسيط الثقافات والفترات الزمنية عن طريق إزالة البيانات التفصيلية لا يزال ضعيفًا أو ضعيفًا في هذا المجال من البحث.

## التناقضات بين الأساطير الدينية المختلفة
على الرغم من وجود أوجه تشابه بين معظم الأساطير الدينية، هناك أيضًا بعض التناقضات. وتركز العديد من الأساطير حول خلق الكون والظواهر الطبيعية، أو مواضيع أخرى للوجود الإنساني، وغالبا ما ترجع أسطورة الخلق إلى اله واحد أو عن الآلهة أو غيرها خارق القوى. ومع ذلك، فإن بعض الأديان لديها القليل جدًا من هذا النوع من قصة التفسير الكوني. على سبيل المثال، يحذر المثل البوذي للسهم من مثل هذه التكهنات مثل «هل العالم أبدي أم لا أبدي؟ هل الروح تختلف عن الجسد؟ [هل] المستنير موجود بعد الموت أم لا؟»، معتبراً إياهم غير متعلقين بهدف الهروب من المعاناة.

## وجهات نظر أكاديمية
في الأوساط الأكاديمية، يشير مصطلح «الأسطورة» غالبًا إلى القصص التي تعتبرها ثقافتها صحيحة (على عكس القصص الخيالية). وهكذا، فإن العديد من العلماء سيطلقون على مجموعة من القصص «الأساطير»، وترك السؤال مفتوحا عما إذا كانت القصص صحيحة أم خاطئة. على سبيل المثال، في Tree of Souls: The Mythology of Judaism، يكتب الأستاذ الإنجليزي هوارد شوارتز، «إن تعريف» الأساطير «المعروض هنا لا يحاول تحديد ما إذا كانت الروايات الكتابية أو اللاحقة صحيحة أو خاطئة، أي هل هي دقيقة تاريخياً أم لا».
منذ بداية الفلسفة والعلوم الحديثة في القرن السادس عشر، رأى العديد من المثقفين الغربيين أن الأسطورة قد عفا عليها الزمن. أيضا، قد جادل البعض بأن الدين المسيحي سيكون أفضل حالًا بدون الأساطير، أو حتى أن المسيحية ستكون أفضل حالًا بدون الدين:
ففي خلال القرن العشرين، قاوم العلماء هذا التفكير مدافعين عن الأسطورة ومكانتها الدينية. أعلن ميرسيا إليادي، أستاذ تاريخ الأديان، أن الأسطورة لم تمنع الدين، وأن الأسطورة كانت ركيزة أساسية للدين، وأن القضاء على الأسطورة سيقضي على جزء من النفس البشرية. ناشد إلياد عن الأسطورة متعاطفًا في وقت كان فيه المفكرون الدينيون يحاولون تطهير الدين من عناصره الأسطورية.

## الآراء الدينية
تحتوي الأديان على مجموعة من الاساطير المقدسة التي تعبر عن حقائق عميقة. بعض المنظمات الدينية مؤمنين بأن الأساطير الدينية ليست فقط مقدسة وحقيقية بل إنها تحمل دقة تاريخية وحكما إلهية ووصفها بالأساطير ليس بالمناسب. وهناك أيضا بعض من المنظمات الدينية التي ترضى بتسميتها بالأساطير. المعارضون على تصنيف جميع القصص المقدسة كأساطير.

### اقتباسات
1. ↑  Bultmann، Rudolf (2005). KERYGMA AND MYTH by Rudolf Bultmann and Five Critics edited by Hans Werner Bartsch. Harper & Row. ص. 21. مؤرشف من الأصل في 2019-07-25.
2. ↑  Rue 2005، صفحات 315: religious traditions are, essentially, mythic traditions
3. ↑  Rue 2005، صفحات 144-145: "At the core of every religious tradition there is found a narrative vision, a myth unifying ultimate reality and value, a story that is expressed, transmitted, and revitalized by a variety of ancillary strategies."
4. ↑  Leeming 2005، Introduction, xi: "Religious stories are “holy scripture” to believers — narratives used to support, explain, or justify a particular system’s rituals, theology, and ethics — and are myths to people of other cultures or belief systems."
5. ↑  Gieysztor 1982، صفحة 5: "Przez mitologię, stanowiącą część główną religii, rozumiemy system personifikacji, alegorii i symboliki, które wyrażały stosunek człowieka do świata. "
6. ↑  Levack، Brian P. (2013). The Oxford Handbook of Witchcraft in Early Modern Europe and Colonial America. Oxford University Press. ص. 48–49. ISBN:0-19-515669-2. مؤرشف من الأصل في 2020-03-08.
7. ↑  Segal 2004, p. 5. See Buxton, p. 18: "There are three elements in [my] definition [of mythology]. The least problematic is the notion of story: a 'myth' is a narrative, a set of events structured into a sequence". (Bolding added)
8. ↑  "Theology". Britannica. مؤرشف من الأصل في 2018-08-18.
9. ↑  Hege، Brent A. R. (2017). Myth, History, and the Resurrection in German Protestant Theology. ص. 132. مؤرشف من الأصل في 2020-03-14.
10. ↑  "Religion", Encyclopædia Britannica 2007.
11. ↑  "Mythology", OED, 2007.
12. ↑  "Myth", Merriam-Webster Online Dictionary, 2007.
13. ↑  Graves 1968, p. v.
14. ↑  Kirk 1973, p. 11.
15. ↑  Dundes 1997, p. 45.
16. ↑  Segal 2004, p. 5.
17. ↑  Buxton, p. 18
18. ↑  Eliade, Myths, Dreams and Mysteries, 1967 p. 59.
19. ↑  "Alternative Religions" [en] (بالإنجليزية). Archived from the original on 2008-09-18. Retrieved 2020-03-14.
20. ↑  "Pagan Resurrection Myths and the Resurrection of Jesus" [en]. مؤرشف من الأصل في 2019-08-25. اطلع عليه بتاريخ 2020-03-14.
21. ↑  Eliade, Myths, Rites, Symbols: A Mircea Eliade Reader, 1976, pp. 372-75.
22. ↑  "The Parable of the Arrow"
23. ↑  Eliade, Myth and Reality, p. 1, 8-10; The Sacred and the Profane, p. 95
24. ↑  Schwartz, p. lxxviii
25. ↑  See Armstrong, pp. 122-27. For example, an 18th century intellectual movement called ربوبية rejected myths about divine intervention, limiting God's role to that of a first cause (Robinson), and a 20th century movement led by the theologian رودولف بولتمان sought to "demythologize" Christianity, reinterpreting its myths as psychological allegory (Segal, pp. 47-51; Muthuraj). Some 19th and early 20th century secular scholars predicted that science would replace myth, even in religion. The anthropologist إدوارد بيرنت تايلور argued that science was pushing traditional mythology out of religion, which would henceforth consist only of metaphysics and ethics (Segal, p. 14). And the anthropologist جيمس فريزر even wrote, "In the last analysis, magic, religion, and science are nothing but theories of thought; and as science has supplanted its predecessors, so it may hereafter be itself superseded by some more perfect hypothesis" (Frazer, p. 712).
26. 1 2  Muthuraj
27. ↑  Segal, p. 3
28. ↑  According to religious thought, said Eliade, myths establish models for human behavior, and "the more religious man is, the more paradigmatic models does he possess as a guide to his attitudes and actions" (Eliade, The Sacred and the Profane, p. 100). Eliade believed that modern novels, ideologies, customs, and pastimes contain "mythological elements" (Eliade, Myth and Reality, pp. 181-93), and that some mythological elements fall within the "transconscious", which Eliade defined as a set of universal human images, symbols, and sentiments (Eliade, Images and Symbols, pp. 16-17).